# Чуев, Иван Александрович
Ива́н Алекса́ндрович Чу́ев (17 ноября 1890, Кривоносово, Воронежская губерния — 30 марта 1978, Москва) — участник революционного движения в России, участник Гражданской войны, видный советский партийный деятель, торговый представитель СССР в Великобритании и Латвии. Подполковник.

## Биография
Родился в семье служителя церкви. За участие в марксистском кружке был отчислен из Старобельской гимназии.
В 1909 году поступил в Харьковский университет, на юридический факультет. В 1915 году вступил в РСДРП(б), в том же году за участие в революционной деятельности был арестован и направлен в пехотный полк, на фронт.
В 1917 году — гласный Воронежской городской думы, член губернского комитета партии, помощник председателя Воронежского совета рабочих и солдатских депутатов, член Воронежского ВРК.
В 1918 году — председатель исполкома губернского совета, военный комиссар Воронежской губернии.
В конце 1918 года был назначен военным комиссаром 12-й стрелковой дивизии, Южного фронта.
С января 1919 по 1921 год — председатель Революционного Военного трибунала 8-й армии. В августе 1919 года, во время контрнаступления войск Южного фронта против частей Деникина, занимал должность комиссара оперативного отдела штаба 8-й армии. 
В 1922 году — сначала заместитель, затем председатель Исполнительного комитета Донского областного Совета.
В дальнейшем работал в наркомате финансов СССР — начальником Управления валютного фонда, начальником Управления промышленности Народного комиссариата финансов СССР. Затем служил в системе Внешторга: — торговый представитель СССР в Великобритании, Латвии.
С 1941 по 1946 служил в Управлении РККА, подполковник. Член Моссовета.
 После выхода на пенсию работал адвокатом. Проживал в Москве на Лубянской площади дом 2 кв. 128. Автор нескольких работ и воспоминаний по гражданской войне.